# Carl Tillius
Carl Tillius, född 18 december 1905 i Adolf Fredriks församling i Stockholm, död 19 april 1997 i Örgryte, var en svensk pianist, musikkritiker och musikpedagog.

## Biografi
Tillius studerade vid Stockholms musikkonservatorium 1921–1926 för Lennart Lundberg, i Moskva för Simon Barere och i Paris för Alfred Cortot. Han var musikrecensent från 1930-talet, bland annat i Göteborgs-Posten 1950–1975 och lärare vid Musikhögskolan i Göteborg 1955–1970 samt rektor för TBV:s pianoskola från 1952. Carl Tillius var musikchef för Lisebergs sommarkonserter och grundade Göteborgs musikinstitut tillsammans med Hilding Domellöf 1934. I Göteborg grundade han Tillius-trion tillsammans med Guido Vecchi på violoncell och Václav Rabi på violin.
Tillius gav som första pianist ett program i svensk radio 1925. Han debuterade 1926 tillsammans med Gävle symfoniorkester och 1927 gav han en egen pianoafton i Stockholm. Som pianist framträdde Tillius i Europa och Sydafrika. Han invaldes som ledamot 772 av Kungliga Musikaliska Akademien den 24 februari 1972 och tilldelades professors namn 1973. Tillius gjorde genom sin mångfasetterade verksamhet en viktig insats för Göteborgs musikliv.
Carl Tillius var far till Sven-Gunnar Tillius. Han är begraven på Örgryte nya kyrkogård.

## Diskografi
- 1938 Solöga (William Seymer); Allegro energico. Ur "Lyrische Stücke" Op. 14 (Adolf Wiklund)[8]
- 1942 Simma, and från blåa fjärder (Jean Sibelius / Rafael Lindgren); Var det en dröm? Op. 37 nr 4 (J. Sibelius / Josef Julius Wecksell)[9]
- 1947 Etude No. 1 ("Poeme") op. 2 (Aleksandr Skrjabin); (a) Alt Wien (Leopold Godowsky) (b) Humlans flykt (Nikolaj Rimskij-Korsakov, arr.: Sergej Rachmaninov)[10]
- 1947 Fantasi, op. 11, No. 1 (Wilhelm Stenhammar); Melodi, op. 3, No. 3 (Adolf Wiklund)[11]
- 1953 Sommarsång (Wilhelm Peterson-Berger); Serenad (Wilhelm Peterson-Berger)[12]
- 1952 När rönnen blommar (Wilhelm Peterson-Berger); Intåg i sommarhagen (Wilhelm Peterson-Berger)[13]
- 1955 Gratulation (Wilhelm Peterson-Berger)[14]